# Толь
Толь (от фр. tôle — листовое железо) — кровельный и гидроизоляционный материал, получаемый пропиткой кровельного картона каменноугольными или сланцевыми дегтевыми продуктами. Выпускается в рулонах. По сравнению с кровельными материалами, пропитанными битумом (такими, как пергамин и рубероид), толь менее долговечен и применяется главным образом для устройства кровель временных сооружений. Биостойкость и водонепроницаемость толя обусловливают его использование для гидро- и пароизоляции строительных конструкций. В настоящее время используется редко. Иногда толем называют рубероид с крупнозернистой посыпкой.